# ماساکی آیبا
آیبا ماساکی (به ژاپنی: 相葉 雅紀 Aiba Masaki) نام یک خواننده و هنرپیشه محبوب در کشور ژاپن است. آیبا ماساکی عضو گروه ۵ نفرهٔ آراشی است که زیر نظر دفتر جانیز فعالیت می‌کنند. شروع فعالیت این گروه در سوم نوامبر ۱۹۹۹ در شهر هونولولو در هاوایی بوده‌است. با نام آیباچان نیز نامیده می‌شود.

## جوایز
| سال  | سازمان                                          | جایزه           | نام اثر | نتیجه |
| ---- | ----------------------------------------------- | --------------- | ------- | ----- |
| ۲۰۱۰ | ۱۳th Nikkan Sports Drama Grand Prix (Fall 2009) | بهترین بازیگر   | My Girl | برنده |
| ۲۰۱۰ | TV Navi Drama Awards (Fall 2009)                | بهترین تازه‌وارد | My Girl | برنده |